# Judith Hesse
Judith Hesse (ur. 3 września 1982 w Erfurcie) – niemiecka łyżwiarka szybka.

## Kariera
Pierwsze sukcesy w karierze Judith Hesse osiągnęła w 2002 roku, kiedy zdobyła dwa brązowe medale podczas mistrzostw świata juniorów w Collalbo. W wieloboju wyprzedziły ją tylko Holenderka Elma de Vries oraz Japonka Eriko Ishino. Ponadto wspólnie z koleżankami z reprezentacji zdobyła kolejny brązowy medal w biegu drużynowym. W kategorii seniorek jej najlepszym wynikiem było piąte miejsce w biegu na 500 m wywalczone podczas dystansowych mistrzostw świata w Inzell w 2011 roku. Kilkukrotnie stawała na podium zawodów Pucharu Świata, odnosząc przy tym jedno zwycięstwo: 10 grudnia 2006 roku w Nagano była najlepsza na 100 m. Najlepsze wyniki osiągnęła w sezonach 2006/2007 i 2007/2008, kiedy zajmowała drugie miejsce w klasyfikacji końcowej 100 m. W 2006 roku wystartowała na igrzyskach olimpijskich w Turynie, zajmując między innymi dziewiętnaste miejsce w biegu na 500 m. Na tym samym dystansie zajęła 28. miejsce podczas igrzysk w Vancouver w 2010 roku. Brała też udział w igrzyskach olimpijskich w Soczi w 2014 roku, gdzie nie ukończyła biegu na 500 m, a na dwukrotnie dłuższym dystansie była jedenasta.